# François Antoine Lallemand
Pour les articles homonymes, voir Lallemand.
François Antoine « Charles » Lallemand, né le 23 juin 1774 à Metz et mort le 9 mars 1839  à Paris, est un général français de la Révolution et de l’Empire. Exilé aux États-Unis en 1815, il est réhabilité en 1830, promu lieutenant-général et fait pair de France.

## Biographie

### Origines familiales et jeunesse
Fils d'un perruquier de Metz, François Antoine Lallemand naît le 23 juin 1774 à Metz,, une place forte du royaume de France ; il est le frère aîné d'Henri Dominique Lallemand. Il reçoit une bonne éducation. 

### La Révolution et le Consulat
Attiré par le métier des armes, il s'engage comme volontaire dans la 16e compagnie d'artillerie légère formée à Strasbourg le 1er mai 1792, Lallemand fait dans ses rangs les campagnes de l'Argonne et de Trèves ; il entre le 1er mars 1793 dans le 1er régiment de chasseurs à cheval avec lequel il sert aux armées de la Moselle et de Sambre-et-Meuse ; il est appelé au mois de ventôse de l'an III en qualité d'aide de camp provisoire auprès du général Elie, commandant de la 2e division militaire puis vient à Paris dans le mois de prairial suivant, avec le général Loison qui le conserve à l'état-major de la 17e division militaire. 
Le 13 vendémiaire il défend la Convention dans les rangs de l'état-major du général Napoléon Bonaparte, obtient le brevet de sous-lieutenant de dragons et celui d'aide de camp. Nommé lieutenant des guides à cheval de l'armée d'Italie en l'an V, il part pour l'Égypte en l'an VI et devient capitaine aide de camp du général Junot pendant le siège de Jaffa. Bonaparte l'emploie à cette époque comme négociateur auprès de l'amiral Sidney Smith.

### Officier de la Grande Armée
Chef d'escadron et chevalier de la Légion d'honneur en l'an XII, le Premier consul le charge d'une mission à Saint-Domingue auprès du général Leclerc. À son retour en France il suit Junot au Portugal, entre comme major au 18e dragons et fait la campagne d'Autriche. Colonel du 27e régiment de dragons après la bataille d'Iéna, officier de la Légion d'honneur après la bataille de Friedland, il entre en Espagne en 1808 avec la 11e division de dragons et revient en France en 1809 pour se remettre de ses fatigues. 
Ayant rejoint son régiment en janvier 1810, il est promu au grade de général de brigade le 6 août 1811. Dès son arrivée en Murcie avec la 2e division de cavalerie, il culbute les insurgés, leur fait beaucoup de prisonniers et attaque le 21 juin 1812, à Valencia de la Torrès, une forte colonne de cavalerie anglaise qu'il met en déroute, tuant 300 hommes et 500 chevaux et faisant 130 prisonniers. En 1813 il sert à la Grande Armée et commande la cavalerie légère du 13e corps. Pendant la Campagne de France (1814), il commande tous les corps danois enfermés dans Hambourg et rentre en France au mois de mai.

### La première Restauration et les Cent-Jours

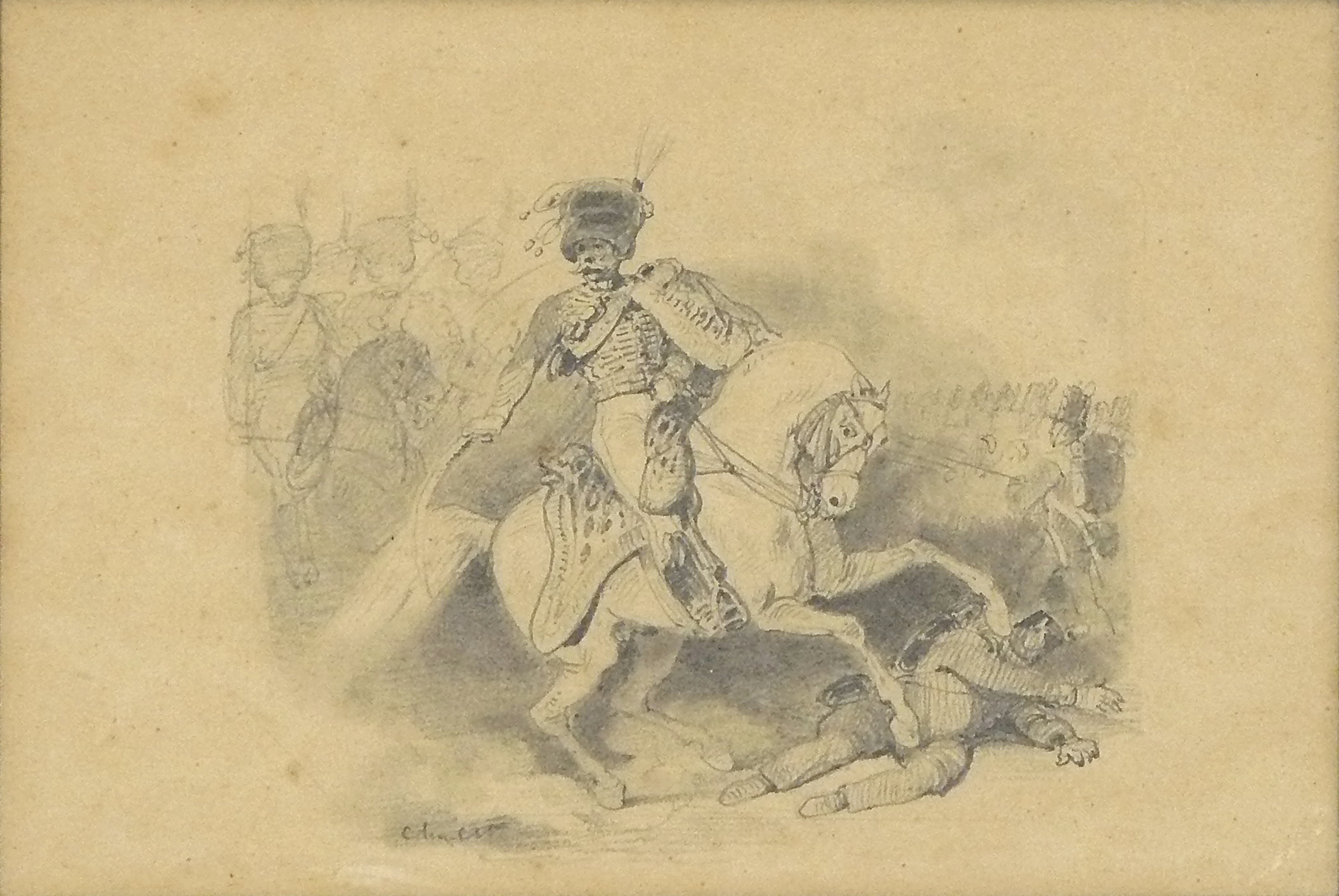
Le général Lallemand à Waterloo. Dessin de Nicolas-Toussaint Charlet publié en 1842 dans le Mémorial de Sainte-Hélène.

Le gouvernement royal le créa chevalier de Saint-Louis et commandeur de la Légion d'honneur, en lui confiant le commandement du département de l'Aisne. À la nouvelle du débarquement de Napoléon Ier il tente d'entraîner les troupes des garnisons de Guise et de Chauny dans le mouvement que le général Lefebvre-Desnouettes fait à la tête des chasseurs royaux et veut s'emparer de la ville et de l'arsenal de La Fère. Le général d'Aboville fait échouer cette tentative et Lallemand est obligé de se déguiser et de fuir avec quatre officiers. Arrêté avec son frère le 12 mars à la Ferté-Milon, il est conduit à Soissons et ne recouvre sa liberté que le 21 mars. 
Nommé lieutenant-général le 30 mars 1815 et pair de France, il prend le commandement des chasseurs à cheval de la Garde et combat à Ligny et à la bataille de Waterloo. Après ce désastre il part de Paris, rejoint Napoléon à Niort et l'accompagne à Rochefort. Les Britanniques autorisent l'empereur déchu à choisir parmi ceux qui l'accompagnent trois officiers pour venir avec lui, excluant les généraux Savary (pour son rôle dans l'affaire du duc d'Enghien) et Lallemand (pour avoir trahi Louis XVIII qu'il a rallié lors de la Première Restauration). Pendant que l'Empereur est transféré à bord du Northumberland, le général Lallemand est arrêté à Plymouth et jeté sur l'Eurotas pour être conduit avec Savary comme prisonnier de guerre à Malte.

### L'exil sous la Restauration
Un peu plus tard, les deux généraux apprennent qu'ils ont été placés par Fouché, toujours en poste, sur la liste de proscription du 24 juillet 1815, article 1 (arrestation et comparution en conseil de guerre). Ils ne sont cependant pas rapatriés, avec le risque d'être condamnés à mort comme ils le craignent, mais conduits à Malte comme prisonniers de guerre. Les Britanniques ne souhaitent cependant pas garder les deux officiers prisonniers à vie. Le gouvernement fait donc savoir à Savary et à Lallemand qu'ils sont libres de partir à la condition de se prêter à un simulacre d'évasion. La Couronne britannique souhaite en effet rester en bons termes avec la France, où s'est ouvert leur procès par contumace.
À la fin de l'année 1816, les généraux français quittent donc leur prison maltaise et embarquent sur un navire anglais à destination d'Odessa. Ils débarquent à Smyrne. C'est là qu'en janvier 1817, Savary et lui apprennent l'issue de leur procès : la Chambre des pairs a condamné Savary à mort. Quant à Lallemand, le 1er conseil de guerre de la 1re division militaire l'a condamné à l'unanimité le 20 avril 1816 à la peine de mort, comme coupable de rébellion et de trahison.
Il passe alors en Perse, puis s'embarque pour les États-Unis où, l'année suivante, il arme quelques bâtiments légers dans le but de fonder au Texas une colonie de réfugiés français qui prend le nom de Champ d’asile. Le groupe est d'abord accueilli par les frères Laffite à Galveston, qui les aident à remonter la rivière Trinity jusqu'à l'ancien emplacement d'un fort espagnol construit au-dessus des berges escarpées du fleuve, chez les autochtones Orcoquisa (en). L'emplacement est en territoire espagnol mais loin des garnisons de San Antonio. Cependant, cette région au nord-est des terres espagnoles est contestée par les États-Unis depuis l’achat de la Louisiane, qui pour le moment la considère comme « zone neutre » et se sont  engagés à ne pas y patrouiller ni à la coloniser. 
Selon deux rapatriés, Lallemand et ses compagnons construisent quatre forts, mais par la suite le climat difficile du Texas leur donne beaucoup de difficultés. Puis, au mois de juillet 1818, ils apprennent l'arrivée prochaine d'un détachement de San Antonio afin de chasser les intrus ; ils se replient à Galveston sous la protection de Jean Laffite. Après la visite de George Graham, messager du gouvernement de Washington, Charles Lallemand part pour La Nouvelle-Orléans chercher des provisions. Galveston est soumise à un ouragan du 13 au 15 septembre. À la mi-octobre, les troupes mexicaines arrivent, mais en mauvais état elles aussi. Le capitaine Juan Castañeda se rend compte que les Français ne sont plus une menace, et repart, mais sur le chemin du retour, repasse par le Champ d'Asile et prend deux jours à en détruire les constructions françaises. Il reconnait être fort aise de n'avoir pas eu à prendre d'assaut de si solides fortifications. 
Lallemand repart à La Nouvelle-Orléans, où il obtient la nationalité américaine. Le reste des Français se dispersent, six officiers qui entrent dans les rangs de l'armée mexicaine sont envoyés à La Havane aux frais du gouvernement espagnol; d'autres restent avec les flibustiers ; la majorité reprend la mer pour La Nouvelle-Orléans, d'où certains repartent pour l'Alabama rejoindre le groupe français de Charles Lefebvre-Desnouettes.
En 1823, il se rend à Lisbonne, puis à Cadix, pour y défendre la cause des constitutionnels ; mais le triomphe des royalistes le force à retourner aux États-Unis.

### La monarchie de Juillet

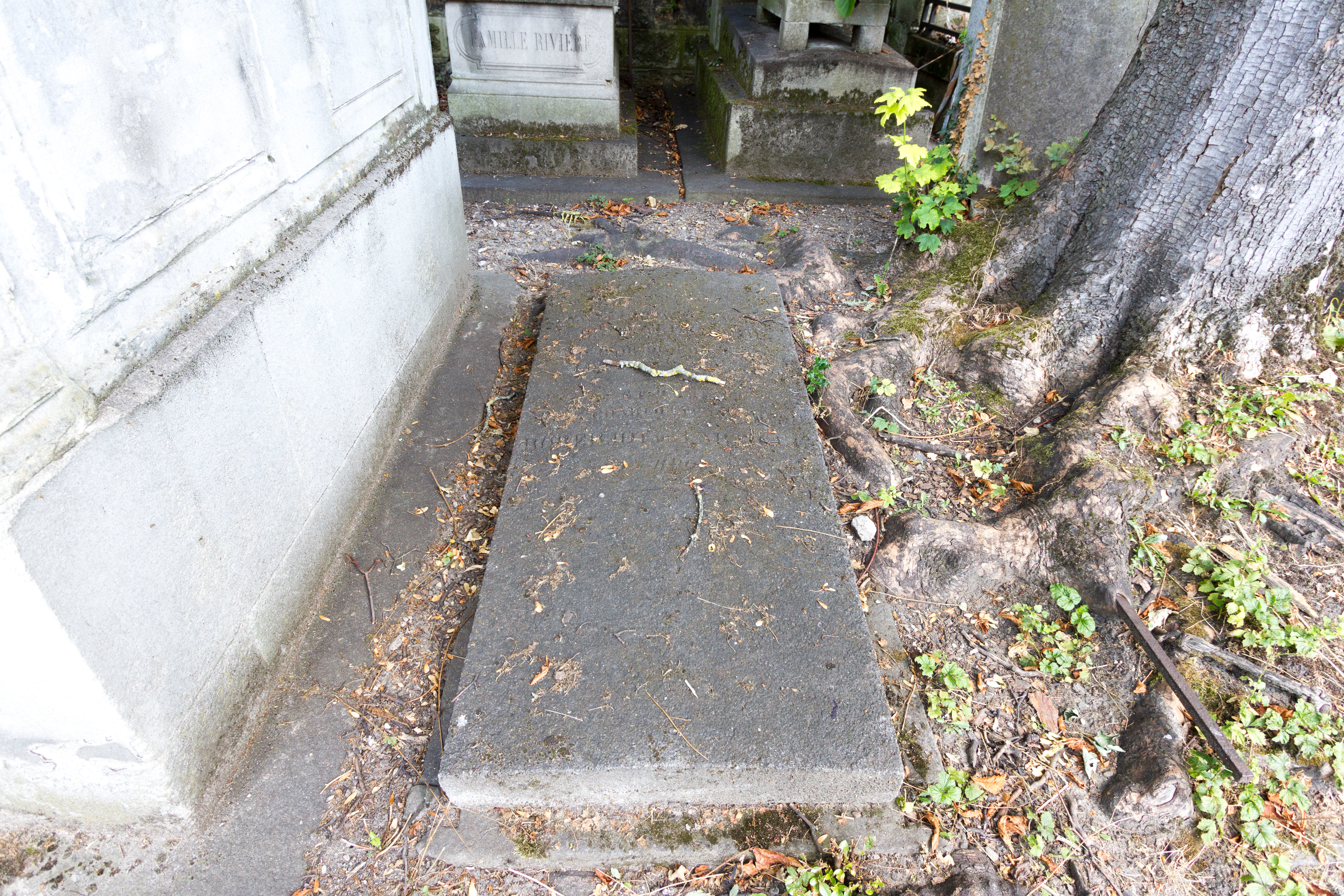
Tombe au cimetière du Père-Lachaise.

Revenu en France à la suite de la révolution de 1830, il est rétabli sur le tableau de l'état-major et nommé successivement lieutenant-général, pair de France, commandant d'une division de cavalerie, inspecteur général de son arme, commandant de la 17e division de la Corse, grand officier de la Légion d'honneur, commandant la 10e division de Toulouse, membre du comité d'infanterie et de cavalerie et enfin président du jury d'examen de l'École militaire. Couvert d'honneurs, François Antoine Lallemand meurt à Paris le 9 mars 1839. Il est enterré au cimetière du Père-Lachaise (31e division).
En littérature, il est évoqué par Honoré de Balzac dans La Rabouilleuse avec l'orthographe Lallemant.

## Distinctions
- Baron d'Empire (19 juin 1813)[12]
- Légion d'honneur

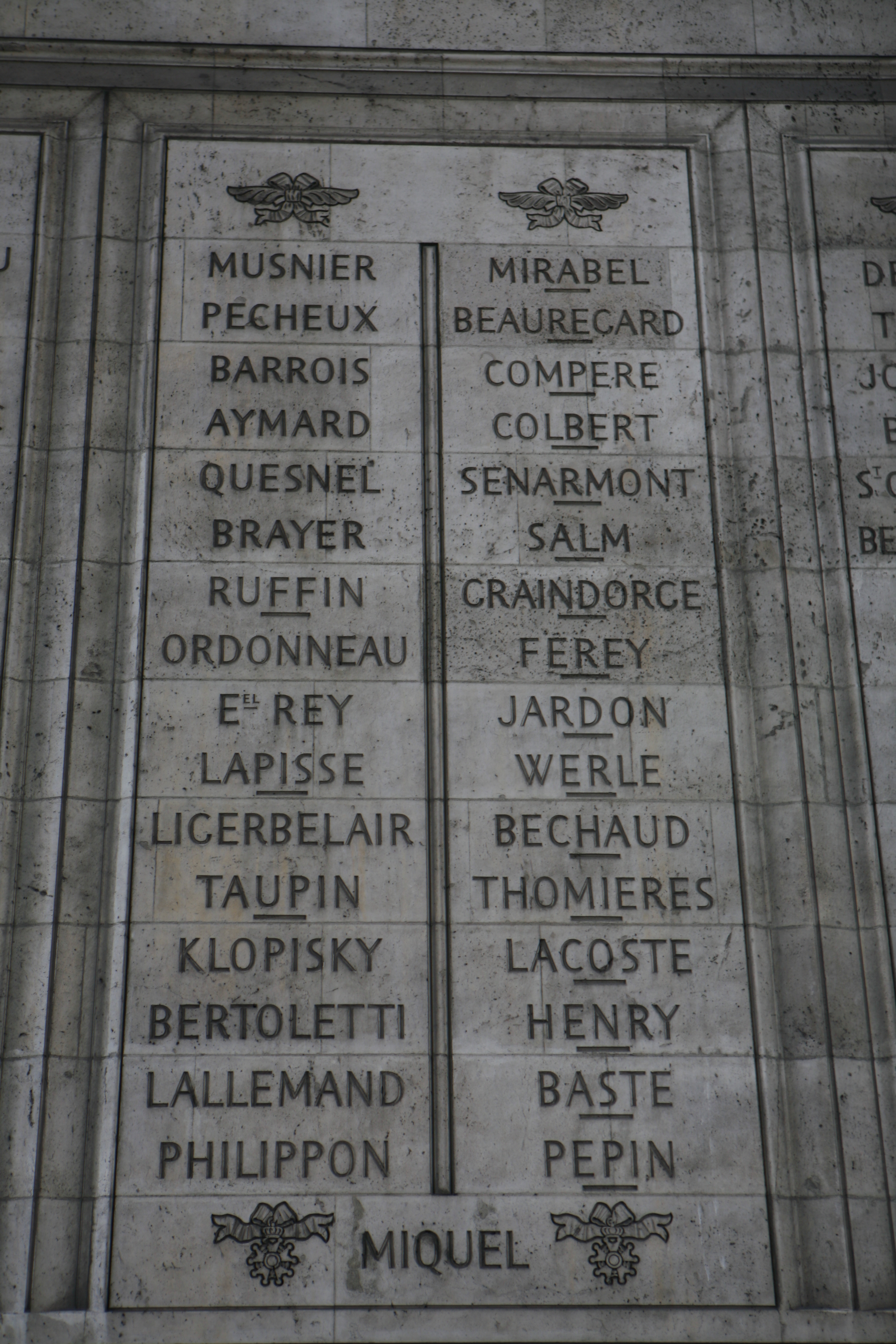
Noms gravés sous l'arc de triomphe de l'Étoile : pilier Ouest, 37e et.

  - Chevalier de la Légion d'honneur, le 14 juin 1804[13] ;
  - Officier de la Légion d'honneur, le 11 juillet 1807[13] ;
  - Commandeur de la Légion d'honneur, le 23 août 1814[13] ;
  - Grand officier de la Légion d'honneur, le 30 avril 1835[13].